# السبت الأسود (لبنان)
في 6 كانون الأول / ديسمبر 1975، وفي خضَمّ الشحن المذهبي والسياسي للحرب الاهلية اللبنانية، عثُرعلى جثث أربعة مسيحيين من حزب الكتائب في منطقة الفنار في جبل لبنان، فقامت الميليشيات المسيحية بوضع نقاط تفتيش في منطقة مرفأ بيروت وقتلت المئات من الفلسطينيين والمسلمين اللبنانيين بناء على بطاقات الهوية (التي كانت آنذاك تدون مذهب حاملها). أدت عمليات القتل لاندلاع الاشتباكات على نطاق واسع بين المليشيات. فانقسمت بيروت ولبنان معها، إلى منطقتين عرفتا بالمنطقة الشرقية وأغلبها مسيحيين، والمنطقة الغربية التي كانت مختلطة مع أكثرية إسلامية.